# Intelsat 907
O Intelsat 907 (IS-907) é um satélite de comunicação geoestacionário construído pela Space Systems/Loral (SS/L). Ele está localizado na posição orbital de 27,5 graus de longitude oeste e é operado pela Intelsat. O satélite foi baseado na plataforma LS-1300HL e sua vida útil estimada era de 13 anos.

## Lançamento
O satélite foi lançado com sucesso ao espaço no dia 15 de fevereiro de 2003, às 07:00 UTC, por meio de um veículo Ariane-44L H10-3 a partir do Centro Espacial de Kourou na Guiana Francesa. Ele tinha uma massa de lançamento de 4725 kg.

## Capacidade e cobertura
O Intelsat 907 é equipado com 44 transponders em Banda C e 12 em Banda Ku para oferecer capacidade para canais de TV e rádio e para serviços de internet e multimídia. Com cobertura sobre a Europa, África, Oriente Médio e América Central e do Sul.